# 낙운중학교
낙운중학교(洛雲中學校)는 대한민국 경상북도 상주시 낙동면 상촌리에 있는 공립 중학교이다.

## 학교 연혁
- 1972년 12월 26일 : 낙운중학교 설립인가(9학급)
- 1973년 3월 1일 : 초대 정지용 교장 취임
- 1973년 3월 16일 : 낙운중학교 개교
- 2020년 3월 2일 : 경북미래학교 지정·운영
- 2021년 6월 27일 : 외벽 및 내부 공간혁신 사업 완료
- 2022년 3월 2일 : 경북미래학교 재지정
- 2022년 12월 16일 : 나우마당 개관식(체육관)
- 2023년 1월 5일 : 제48회 졸업식(15명 졸업) 총 3,681명 졸업
- 2023년 3월 1일 : 제28대 서영교 교장 부임
- 2024년 3월 4일 : 2024학년도 입학식(신입생 13명)

## 참고 자료
- 낙운중학교 - 한국교육학술정보원 학교알리미